# شعار غيانا
منحت كلية الأسلحة شعار غيانا (جمهورية غيانا التعاونية) في 25 فبراير 1966.
يشمل الشعار على لباس رأس من الهنود الحمر يرمز إلى السكان الأصليين للبلاد؛ ماستين على جانبي غطاء الرأس يمثلان صناعة التعدين؛ خوذة؛ ويغوراين أحهم يمسك بفأس معول وأخر يمسك قصب السكر وساق من الأرز (يرمز إلى صناعات التعدين والسكر والأرز في غيانا)؛ درع مُزين بزهرة فيكتوريا أمازونيكا، الزهرة الوطنية في غيانا؛ ثلاثة خطوط زرقاء متموجة تمثل الأنهار الرئيسية الثلاثة في غيانا؛ والطير الوطني هواتزين. يظهر الشعار الوطني، «شعب واحد، أمة واحدة، مصير واحد» على اللفافة الموجودة أسفل الدرع.